# Владимирова, Зоя Владимировна
Зо́я Влади́мировна Влади́мирова (настоящая фамилия Фе́льдман; 4 декабря 1917, Москва — 29 июня 1991) — советский театровед и критик.

## Биография
Историей сцены увлекалась со школьной скамьи. В 1940 году окончила МИФЛИ им. Н. Г. Чернышевского, начиная с 1963 года была членом Союза писателей СССР. На протяжении нескольких лет заведовала литературной частью Театра Сатиры. В качестве театрального критика сотрудничала с газетами «Московская правда», «Советская культура» и «Литературная газета», журналами «Юность», «Искусство кино», «Театральная жизнь» и «Театр».
Помимо критических разборов постановок советских театров Зоя Владимирова публиковала зарисовки об известных актёрах. Из-под её пера вышли творческие портреты Татьяны Пельтцер и Анатолия Кторова, Леонида Броневого и Михаила Ульянова. Среди её трудов — монографии о Серафиме Бирман и Игоре Ильинском.
…благодаря таким, как Владимирова, сохраняется достоинство
профессии театрального критика, а это дорогого стоит.
Умерла в 1991 году. Урна с прахом захоронена на Ваганьковском кладбище, в 4-й секции колумбария, в одной нише с прахом театрального актёра, режиссёра и педагога Г. А. Георгиевского (1907—1979).

## Некоторые публикации

### Книги
- Фельдман, З. В. Полина Антипьевна Стрепетова, 1850—1903 [Жизнь и творчество]. — М.—Л.: Искусство, тип. «Кр. печатник» в Мск., 1947. — 60 с. — 10000 экз.
- Серафима Германовна Бирман [Нар. артистка РСФСР]. — М.—Л.: Искусство, тип. «Кр. печатник» в Мск., 1948. — 72 с. — 10000 экз.
- Владимирова, З. В. М. О. Кнебель. — М. : Искусство, 1991. — 286 с. — (Серия «Жизнь в искусстве»). — 30000 экз. — ISBN 5-210-00285-3.
- Посвящение в режиссёры. Г. А. Георгиевский : Театр. наследие. Статьи. Воспоминания / Составитель З. В. Владимирова. — М. : Искусство, 1987. — 239 с. — 5000 экз.
- Лидия Сухаревская / З. В. Владимирова. — М. : Искусство, 1977. — 265 с. — (Мастера советского театра и кино). — 25000 экз.

### Публикации в периодике
- Владимирова, З. В. Н. Пашенная. [К 50-летию творческой деятельности] // Театр, 1955, № 12, с. 153, с портр.
- Владимирова, З. Театр Назыма Хикмета. [О своеобразии драматургии Н. Хикмета] // Театр, 1957, № 1, с. 97—102.
- Владимирова, З. Татьяна Пельтцер и её подопечные. [Творческий портрет актрисы Моск. театра сатиры] // Театральная жизнь, 1964, № 23, с. 53—24.
- Владимирова, З. Лидия Сухаревская. [Творческий портрет актрисы] // Театр, 1965, № 6, с. 59—67.
- Владимирова З. Мир наоборот: [Пьеса Б. Брехта «Трехгрошовая опера» в Моск. театре сатиры] // Моск. правда, 1981, 24 апр.
- Владимирова З. Человек рождается для лучшего : [Пьеса М. Горького «На дне» в Моск. театре драмы и комедии на Таганке] // Моск. правда, 1985, 15 февр.